# Peter Kindlund
Peter Ruben Kindlund, född 25 november 1944, är en svensk jurist.
Peter Kindlund blev kammarrättsassessor vid Kammarrätten i Jönköping 1984 och departementsråd i Finansdepartementet 1992. Han var ordförande i Skatterättsnämnden 2000–2001. Han utnämndes den 25 oktober 2001 av regeringen till regeringsråd. Han pensionerades från Högsta förvaltningsdomstolen 2011.